# Olivier Kwizera
Olivier Kwizera (* 30. Juli 1995 in Kimisagara, Kigali) ist ein ruandischer Fußballspieler.

## Karriere

### Verein
Kwizera startete seine Karriere beim Etincelles FC. Im Frühjahr 2012 verließ er seinen Heimatverein und wechselte in die höchste ruandische Spielklasse zum Isonga FC. Er spielte zwei Jahre für Isonga und stieg nach der Saison 2011/2012 in die zweite Liga ab, woraufhin Kwizera zum Meister APR FC wechselte. Die Saison 2016/17 verbrachte er beim Bugesera FC. Es folgten Wechsel zum Mthatha Bucks FC und später zu den Free State Stars in Südafrika. Seit 2019 spielt er wieder in seiner Heimat, zuerst bei Gasogi United FC und aktuell für Rayon Sports.

### Nationalmannschaft
Kwizera war bis 2018 A-Nationalspieler seines Heimatlandes und gab sein Debüt am 27. Mai 2012 bei einer 1:5-Niederlage gegen Tunesien. Kwizera war zuvor Stammkeeper der U-20 Nationalmannschaft und lief für das Team in 9 Länderspielen auf.

## Titel
- Ruandischer Meister: 2014, 2015, 2016
- Ruandischer Pokalsieger: 2014